# Gasómetros (Viena)

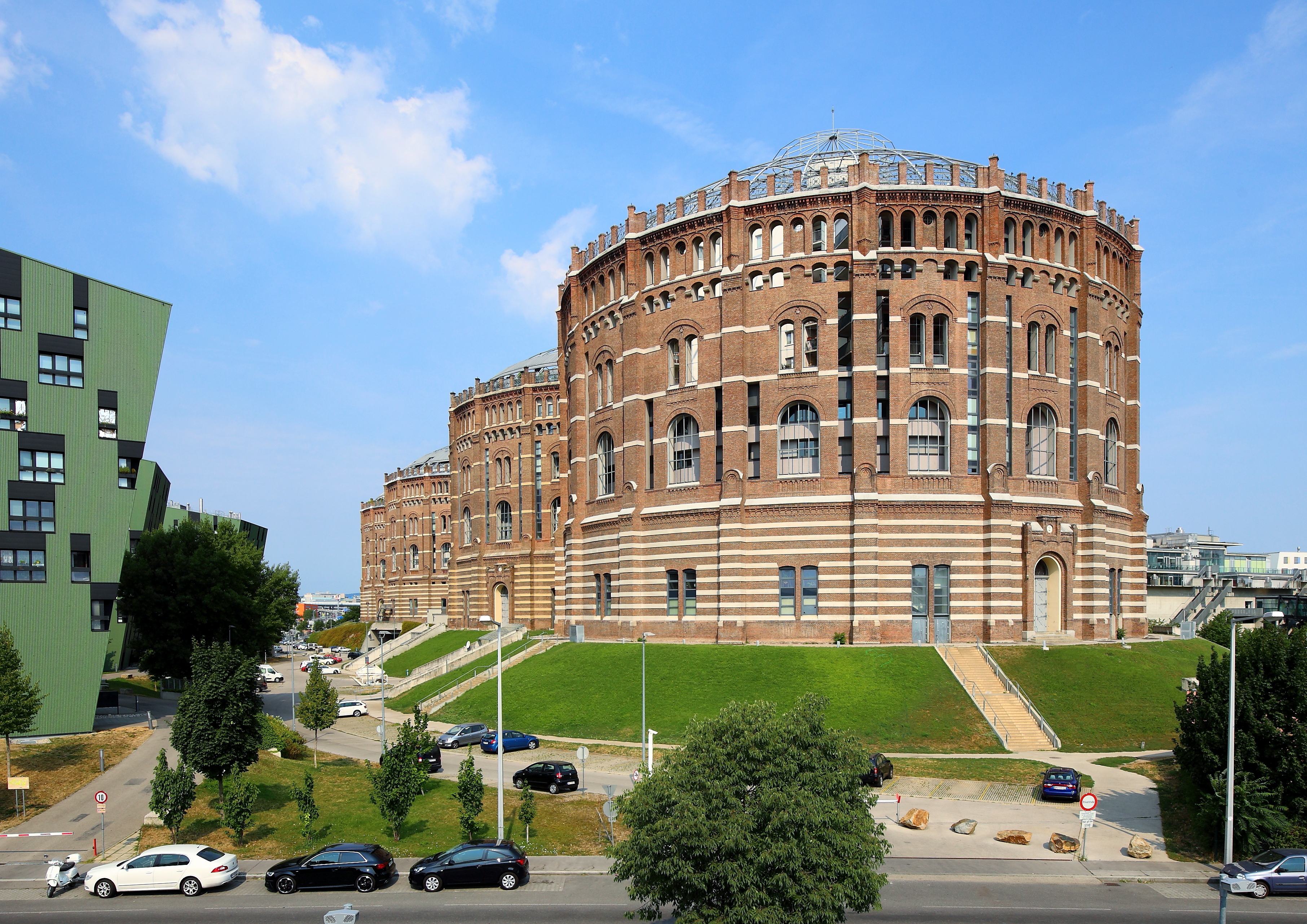
Los Gasómetros de Viena.

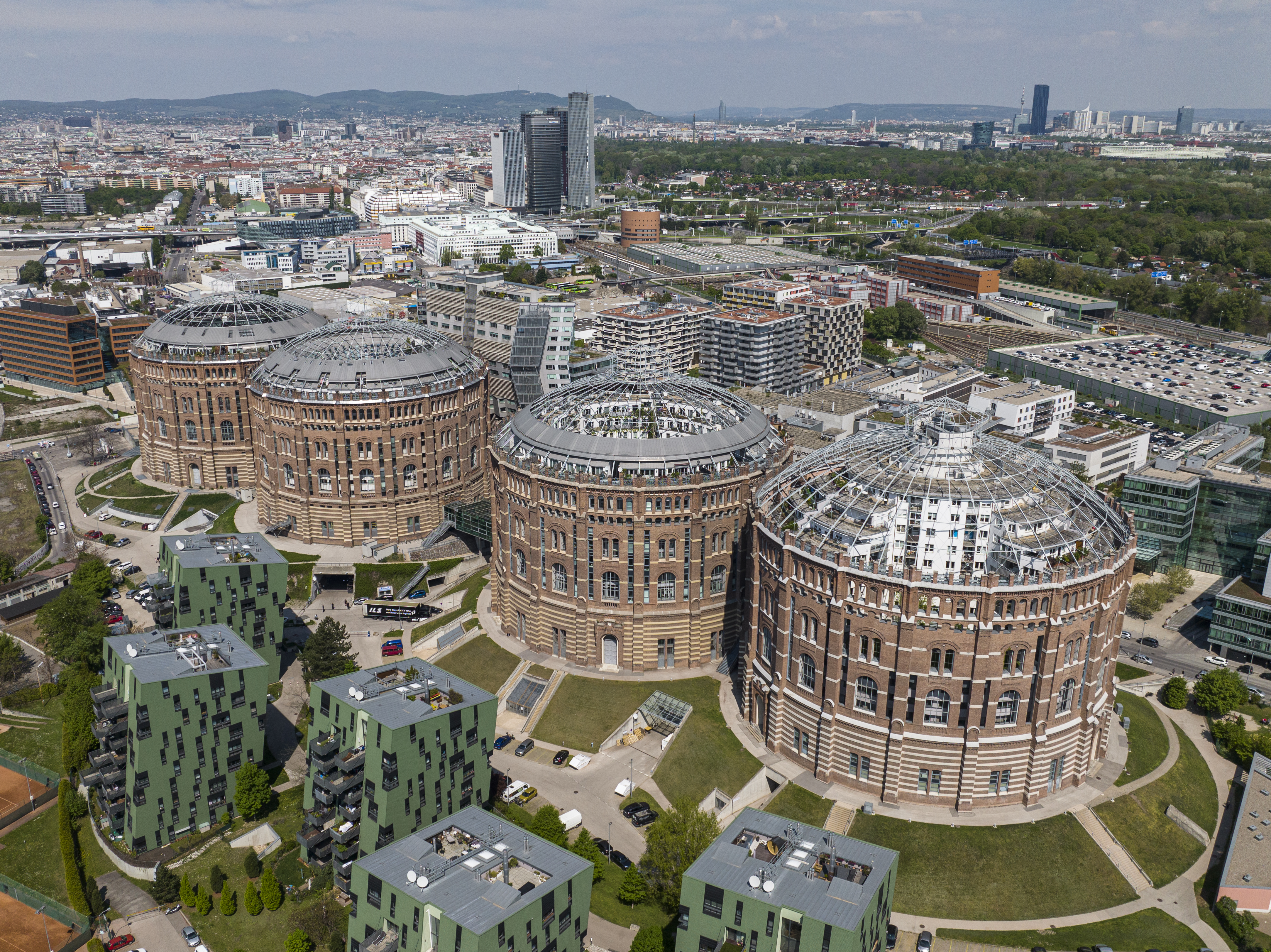
Vista aérea de los Gasómetros de Viena.

Los Gasómetros, situados en Viena, Austria, son cuatro antiguos depósitos de gas, cada uno con 90 000 m³ de capacidad, construidos como parte de las obras de gas municipales de Viena (Gaswerk Simmering) entre 1896 y 1899. Se sitúan en el distrito 11, Simmering. Se usaron entre 1899 y 1984 como depósitos de almacenamiento de gas. Después de la sustitución del gas de alumbrado por gas natural entre 1969 y 1978, no se usaron más y fueron cerrados. Solo se conservaron las paredes exteriores de ladrillo. En la actualidad han sido reconvertidos para uso residencial y comercial.

## Historia
Los Gasómetros se construyeron entre 1896 y 1899 en el distrito Simmering de Viena. Los depósitos se usaron para suministrar gas de alumbrado a Viena, servicio que había sido prestado anteriormente por la empresa inglesa Inter Continental Gas Association (ICGA). Cuando expiraron los contratos con la ICGA, la ciudad decidió construir instalaciones propias para sus necesidades de gas. En aquella época, eran los gasómetros más grandes de toda Europa.
Los Gasómetros fueron cerrados en 1984 debido a las nuevas tecnologías de construcción de gasómetros, y la sustitución del gas de alumbrado por gas natural. El gas se podía almacenar bajo tierra o en modernas esferas de almacenamiento con presiones mucho mayores y en volúmenes más pequeños que los gasómetros, relativamente grandes. En 1978 fueron designados monumentos históricos protegidos.
Viena emprendió una remodelación y revitalización de estos monumentos protegidos y en 1995 pidió ideas para el nuevo uso de las estructuras. Los diseños seleccionados, de los arquitectos Jean Nouvel (Gasómetro A), Coop Himmelblau (Gasómetro B), Manfred Wehdorn (Gasómetro C) y Wilhelm Holzbauer (Gasómetro D) se construyeron entre 1999 y 2001. Cada gasómetro se dividió en varias zonas para viviendas (apartamentos en las plantas más altas), oficinas (en las plantas medias) y ocio y tiendas (centros comerciales en las plantas bajas). Los centros comerciales de cada gasómetro están conectados entre sí por pasadizos elevados. Se conservaron las históricas paredes exteriores. Uno de los proyectos rechazados fue el del arquitecto Manfred Wehdorn, que proponía usar los Gasómetros para hoteles e instalaciones de la planeada Exposición Universal en Viena y Budapest.
El 30 de octubre de 2001, el alcalde de Viena asistió a la apertura oficial de los Gasómetros, aunque habían comenzado a trasladarse personas desde mayo.

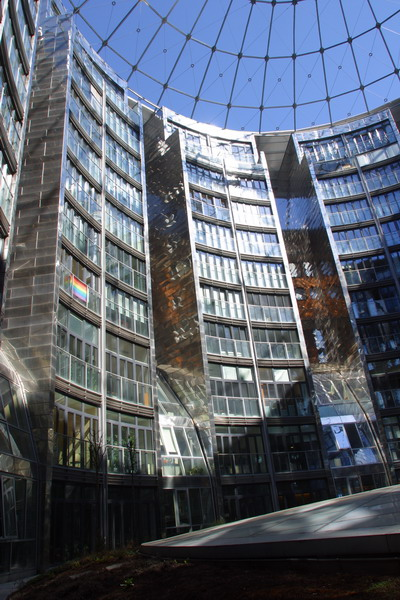
Gasómetro A, interior
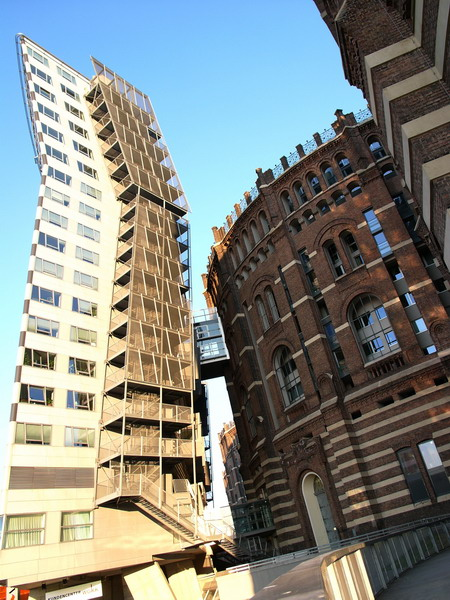
Gasómetro B, exterior
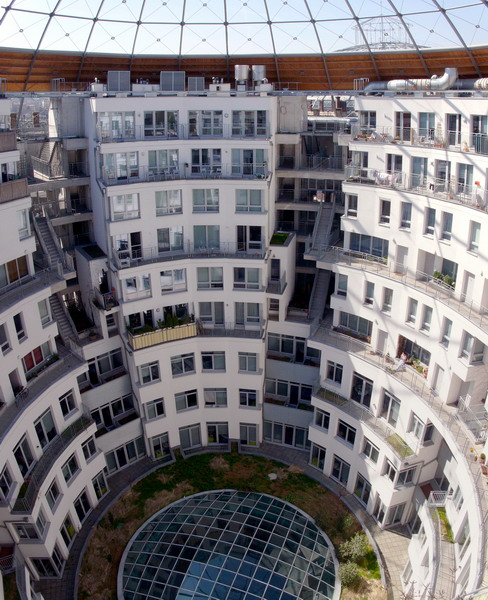
Gasómetro C, interior
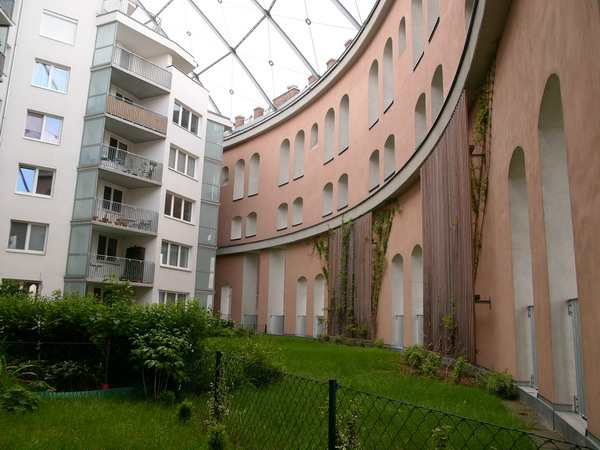
Gasómetro D, interior

## Detalles técnicos
Los Gasómetros son cuatro depósitos cilíndricos de gas, cada uno con un volumen de unos 90 000 m³, asentados sobre una estanque de agua. Cada uno está rodeado por una fachada de ladrillo rojo, y tienen una altura de 70 metros y un diámetro de 60 metros. Los Gasómetros fueron vaciados durante su remodelación y solo se dejó en pie la fachada de ladrillo y partes del techo.
El gas de alumbrado era destilado en seco del carbón y se almacenaba en estos depósitos antes de distribuirse por la red de gas de la ciudad. Originalmente se usaba solo en las farolas, pero en 1910, se introdujo su uso para la cocina y la calefacción en viviendas privadas.

## Los Gasómetros en la actualidad
Los Gasómetros han desarrollado un carácter comunitario y son una ciudad dentro de una ciudad. Se ha desarrollado un verdadero sentido de comunidad, y se han creado tanto una gran comunidad física de viviendas como una activa comunidad virtual en internet (Gasometer Community). Se han escrito numerosas tesis y disertaciones de psicología, urbanismo, periodismo y arquitectura sobre este fenómeno.
Las instalaciones en el interior incluyen una sala de música (con capacidad para 2000–3000 personas), una sala de cine, una residencia de estudiantes, un archivo municipal, ... Hay unos 800 apartamentos (dos tercios dentro de las paredes históricas de ladrillo) con 1600 inquilinos, y unos 70 apartamenos de estudiantes con 250 estudiantes en residencia.